# 南湖游乐园

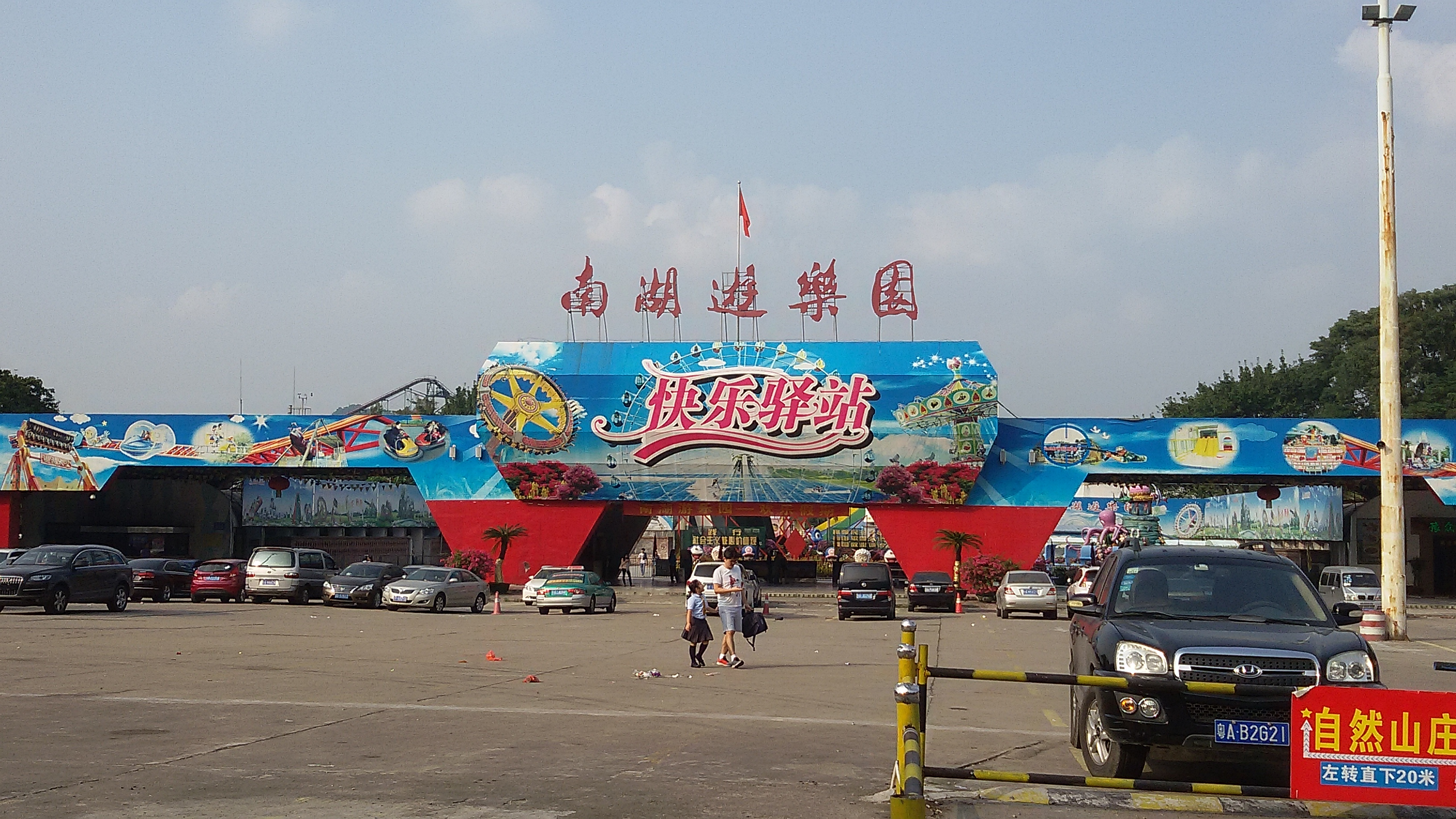
南湖遊樂園（2015年）

南湖游乐园是中国广东省广州市的一间大型游乐场。于1985年9月28日开园，是广州最早的大型主题公园之一。该园地址位于白云区同和磨刀坑水库东侧。
南湖游乐园开业时，完全引进欧美机械项目，受到大众欢迎，是广州的地标景点。但进入90年代后期，由于设备更新缓慢，原有大型机动设施逐渐关停，加上现代化主题公园相继问世，老一代游乐园逐渐没落，游客量大减。同期开业的太阳岛乐园和东方乐园相继倒闭，而南湖游乐园是现今广州市仅存并仍在营业的80年代大型游乐场。
2020年，当局启动南湖游乐园改造计划，改造后将成为开放式城市公园，主题定位为沉浸式体验、电子竞技、夜间游戏和科技研学。2022年11月，南湖游乐园开始闭园，以准备改造；2023年7月1日，改造项目正式开工。2024年1月19日，南湖游乐园地块控规优化公示，地块属性由文化娱乐用地和农林用地拟主要更改为公园绿地。
改造后的南湖游乐园更名为星纪世界·南湖乐园，并于2025年1月23日正式开放试运营；惟3月17日起暂停接待散客，称需要“集中开展系统性升级工作”。